# Ukraine War Stories
Ukraine War Stories (укр. Українські воєнні історії) — українська інді-відеогра в жанрі візуальної новели про події перших місяців російського вторгнення в Україну. Реліз для  Microsoft Windows відбувся 18 жовтня 2022 року.

## Ігровий процес
Ukraine War Stories це рольова відеогра в жанру візуальної новели, події якої розгортаються в перші місяці російського вторгнення в Україну 2022 році. Гравцеві потрібно зберегти життя своєму персонажу та своїм близьким. Не завжди вдасться обійтися без жертв. Основа ігрового процесу — текст, який супроводжується музикою та реальними світлинами, що зроблені в містах, про які йдеться в сюжеті.

## Сюжет
У центрі уваги гравця звичайні цивільні, що опинились на окупованій території України російськими військами. Драматичні історії охоплюють події перших ударів по аеропорту в Гостомелі, всесвітньовідомої різанини в Бучі та мужньої облоги Маріуполя. Відеогра включає три візуальні новели про вищезазначені події.

### Гостомель
24 лютого 2022 року громадяни України прокинулись під звуки сирен та ударів ракет. Був розпочатий масований наступ російських окупаційних сил на Київ, однією з головних цілей рашистів став Гостомель. Гравець гратиме за Олексія Борисова, авіаінженера на пенсії.

### Буча
Окупанти атакували столицю України. Яна Кравченко — медичка, що захищає Київ у лавах Територіальної оборони. Її діти Ярік та Віка приїхали в Бучу, щоб перечекати атаку на Київ. Головні герої застряглі в Бучі й не можуть евакуюватись.

### Маріуполь
Ви граєте за Дмитра Корніченко з співробіницею Анею потім у вас з'являється Даня його батько помер і ви забираєте його собі

## Модель розповсюдження
Starni Games повідомляють, що відеогра планується бути доступною безкоштовно: «Ми нічого не матимемо з цього проєкту. Наша мета — розповісти світовій аудиторії про досвід народу України».

## Системні вимоги

### Мінімальні
Потребує 64-бітних процесора та операційної системи
- ОС: Windows 7 SP1, Windows 8.1, Windows 10
- Процесор: Intel Celeron
- Оперативна пам'ять: 4 GB ОП
- DirectX: версії 10
- Місце на диску: 500 MB доступного місця

### Рекомендовані
Потребує 64-бітних процесора та операційної системи
- ОС: Windows 7 SP1, Windows 8.1, Windows 10
- Процесор: Intel Celeron
- Оперативна пам'ять: 4 GB ОП
- DirectX: версії 10
- Місце на диску: 500 MB доступного місця

## Нагороди
- 2022: Best Game of Games Gathering Summer 2022 від Steam